# Diótimo
Diótimo (em grego:  Διότιμος) foi um filósofo estóico que viveu c. 100 a.C.
Diz-se que ele acusou Epicuro de ser depravado e falsificou cinquenta cartas, que professavam ter sido escritas por Epicuro, para provar isso. De acordo com Ateneu, que está evidentemente aludindo à mesma história em uma passagem em que Diótimo deveria ser substituído por Teótimo, ele foi condenado por falsificação, no processo de Zenão, o Epicurista, e condenado à morte. Segundo Clemente de Alexandria, ele considerava que a felicidade ou o bem-estar consistiam, não em qualquer bem, mas no acúmulo perfeito de bênçãos, que parecia um afastamento do estoicismo estrito para a visão mais sóbria de Aristóteles.